# フランス・ポスト
フランス・ポスト（Frans Janszoon Post, 1612年 - 1680年）は、オランダの画家。アメリカ大陸の風景を描いた最初のヨーロッパ人画家である。ポストは1636年にヨハン・マウリッツの招きでオランダ領ブラジルを訪れた。

## 生涯
フランス・ポストはハールレムで生まれた。父親のヤン・ヤンスゾーン・ポストはガラス塗装工であった。兄であるピーテル・ポストは著名な建築家である。 ポストがブラジルを訪れる前の出来事についてはほとんど知られていない。1612年頃に生まれ、父親と兄の元で修業したと思われる。誰か親方の元で修業したかもしれないが、ブラジルから戻る以前は、いかなるギルドにも登録がない。ポストは兄を通じて宮廷の仕事を請け負い、フレデリック・ヘンドリックから外国を旅するように勧められた。彼はフレデリック・ヘンドリックより800ギルダーの報酬で西インド諸島の風景を描くことを依頼され、フレデリック・ヘンドリックに随行して1637年から1644年までブラジルに住んだ。同時期にブラジルに渡った画家にはヒリス・ペーテルスもいる。オランダに戻ってから1646年にハールレムの聖ルカ組合に登録している。1650年に結婚。 2人の息子（早世）と娘一人をもうけている。ポストは1669年までブラジルの風景を描いているが、1670年代以降の作品は残っていない。一節では彼はアルコールの問題を抱えるようになったようである。そのため、その後の人生の事はほとんど分かっていない。1680年に亡くなり、2月17日にハールレムで埋葬されている。

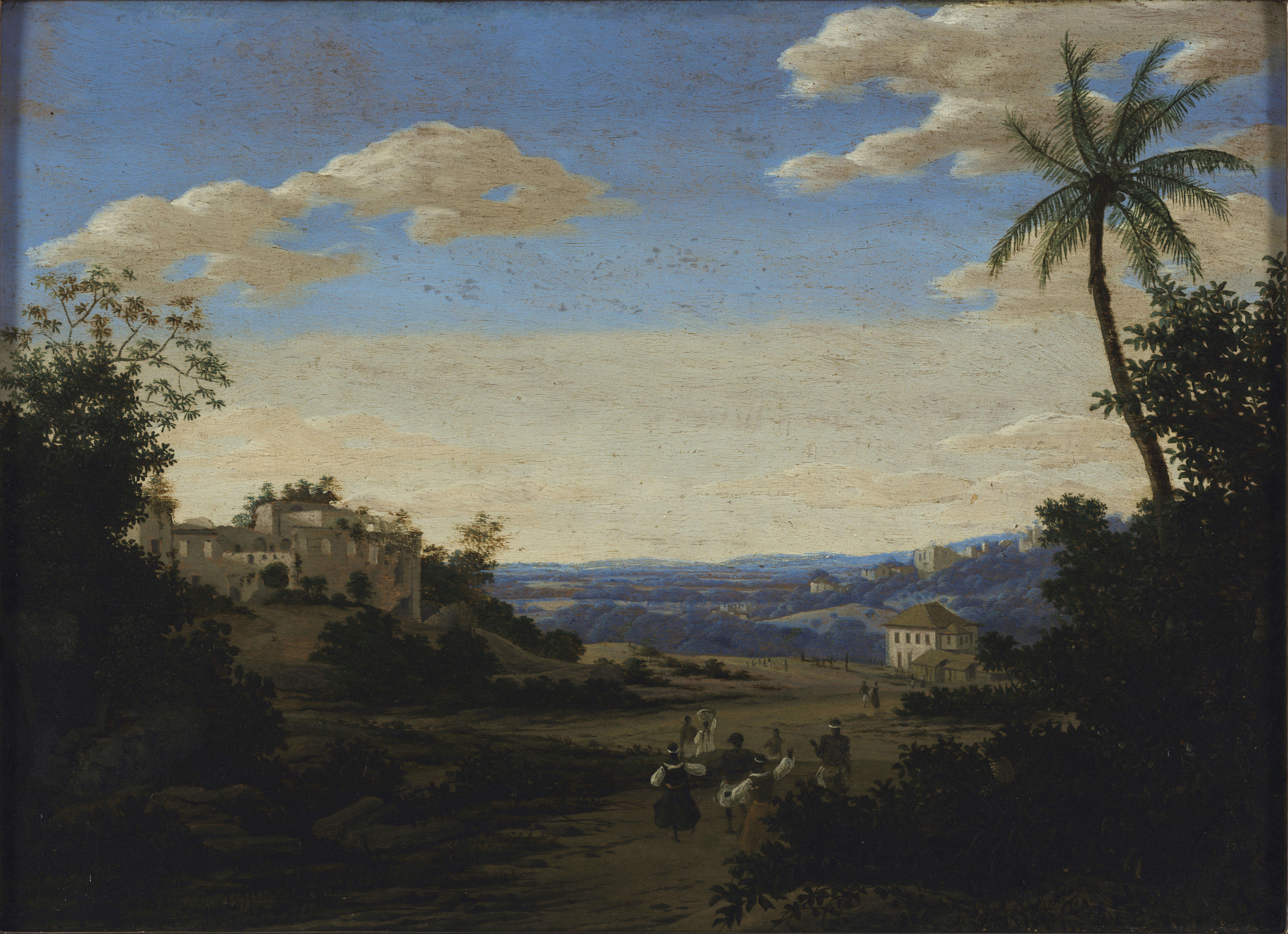
『ペルナンブーコの風景、ブラジル』(1637-44年頃)ブエノスアイレス国立美術館

## 作品
フランス・ポストの作品は140枚程が残っている。そのうちの半数に日付が入っており、1637年にブラジルに着いてから、1669年の作品までその軌跡を辿ることができる。ブラジル時代の作品とブラジルを離れた後の作品には大きな違いが見られている。ブラジルにいた間は多くの素描とエッチングが残っているが、油彩画は6枚のみである。ポストの作品のいくつかは1679年にフレデリック・ヘンドリックから ルイ14世に贈られ、後にタペストリーの原案ともなった。
ブラジル時代の作品は、同時代のオランダの風景画の様式やテクニックを踏まえたものである。彼の作品に描かれたオランダ領ブラジルの風景は、地形学の面や実際の場所を特定することができる。彼はまた、ブラジルの植物や、鳥や小動物を最前面に描いている。カンバスの半分を占めている空は灰色で、雨を含んでいるかのように描かれている。その後の作品と比べると控えめな色彩が使われている。
1642年にオランダに帰国してからも想像上のブラジルの風景を描き続けた。しかしながら、そのスタイルは変わっていった。ポストの旺盛な想像力のため、またもっと人気のある様式を取り入れたために変わっていったものと思われる。ブラジルから遠く離れてから、作品は明るい色彩とエキゾチックな要素が組み合わされるようになった。また、製糖所で働いたり踊ったりしている多くの人物像を描き加えるようにもなっている。ブラジル時代に描かれた6枚の油彩画のうち、4枚には数人の人物が描かれているが、残り2枚には人物が描かれていない。ポストはフレデリック・ヘンドリックよりその土地を記録することを依頼されており、もう一人ブラジルに行ったアルベルト・エックハウトは原住民の記録を依頼されていたためと思われる。

## 参照
1. ↑  “Frans Post (1612-1680): Brazil at the court of Louis XIV” (2006年10月5日). 2011年12月25日閲覧。
2. ↑  “A Brazilian Landscape, The Metropolitan Museum of Art, New York” (2006年10月5日). 2011年12月25日閲覧。
3. ↑  RKD entry on Frans Post
4. 1 2 3  Frans Post biography in De groote schouburgh der Nederlantsche konstschilders en schilderessen (1718) by Arnold Houbraken, courtesy of the w:Digital library for Dutch literature
5. ↑  Paul H. Rem and Frederik J. Duparc. "Post." In Grove Art Online. Oxford Art Online, http://www.oxfordartonline.com/subscriber/article/grove/art/T068936pg2.
6. 1 2  Rem and Duparc
7. ↑  Sousa-Leão, Joaquim de. Frans Post. (Amsterdam: A.L. Van Gendt & Company, 1973), 18.
8. ↑  http://www.getty.edu/art/gettyguide/artMakerDetails?maker=3262&page=1 Frans Post , Getty Museum